# بوب ماكديرموت
بوب ماكديرموت (بالإنجليزية: Bob McDermott)‏ هو سياسي أمريكي، ولد في 5 أغسطس 1963. حزبياً، نشط في الحزب الجمهوري. وقد انتخب عضو مجلس النواب في هاواي.

## وصلات خارجية
- الموقع الرسمي